# نيزولديبين
نيزولديبين (بالإنجليزية: Nisoldipine)‏ هو دواء يُستعمل في علاج:
- ارتفاع ضغط الدم[7]
- ذبحة صدرية[7]

## دوره
يلعب هذا الدواء دورًا في علاج الأمراض كونه:
- محصرات قنوات الكالسيوم
- خافضات ضغط الدم